# Akt-för-slag
Akt-för-slag är ett varningsrop som används inom sjöfart. Det används, framför allt då arbete utförs uppe i riggen eller på en högre nivå, för att påkalla uppmärksamhet om något befaras inträffa som kan innebära fara för personal på däck nedanför, eller som befinner sig i närheten av något som personen bör uppmärksamma och akta sig för.